# Canarium zeylanicum
Canarium zeylanicum är en tvåhjärtbladig växtart som först beskrevs av Anders Jahan Retzius, och fick sitt nu gällande namn av Carl Ludwig von Blume. Canarium zeylanicum ingår i släktet Canarium och familjen Burseraceae. Inga underarter finns listade i Catalogue of Life.